# Stenactis strigosa
Stenactis strigosa là một loài thực vật có hoa trong họ Cúc. Loài này được (Muhl. ex Willd.) DC. miêu tả khoa học đầu tiên năm 1836.